# Grupul statuar „Confidența” din Mamaia
Grupul statuar „Confidența” este un monument istoric aflat pe teritoriul localității Mamaia.